# Бісма Хан
Бісма Хан (21 квітня 2002) — пакистанська плавчиня.
Учасниця Олімпійських Ігор 2020 року. Медалістка Південноазійських ігор 2016, 2019 років.

## Кар'єра
Бісма Хан представляла Пакистан на Азійських іграх 2018 року в Джакарті, Індонезія, змагаючись у шести дисциплінах.
У 2019 році вона представляла Пакистан на чемпіонаті світу з водних видів спорту у Кванджу, Південна Корея, змагаючись у двох дисциплінах. Того ж року вона виграла срібну медаль на дистанції 200 метрів комплексним плаванням на Південноазійських іграх 2019 року, що проходили в Непалі.
У 2021 році Хан змагалася на літніх Олімпійських іграх 2020 року в Токіо, Японія, на дистанції 50 метрів вільним стилем. У 2022 році вона представляла Пакистан на чемпіонаті світу з водних видів спорту у Будапешті, Угорщина. Вона змагалася на дистанції 50 метрів вільним стилем та 100 метрів вільним стилем.
Представляла Пакистан на Іграх Співдружності 2022 року в Бірмінгемі, Англія.
На Національних іграх Пакистану 2023 року Хан виграла п'ять золотих медалей в індивідуальних дисциплінах і ще три золоті медалі в естафетах.